# Andrei Pavel
Andrei Pavel, född 27 januari 1974 i Constanța, Rumänien, är en rumänsk högerhänt professionell tennisspelare.

## Tenniskarriären
Andrei Pavel blev professionell ATP-spelare 1990. Han har till mars 2008 vunnit 3 singel- och 6 dubbeltitlar på touren. Han rankades som bäst i singel som nummer 13 (oktober 2004) och i dubbel som nummer 18 (april 2007). Pavel har spelat in 5 090 712 US dollar i prispengar (mars 2008).
Pavels främsta singelmerit är seger i Montréal/Toronto 2001. I finalen besegrade han tvåfaldige US Open-vinnaren Patrick Rafter. Pavel utmärkte sig också själv i US Open 2006 då han i första ronden mötte Andre Agassi som med den turneringen gjorde sitt sista framträdande i GS-sammanhang. Pavel pressade Agassi under fyra set under 3 och en halv timme innan denne slutligen stod som segrare med 6–7, 7–6, 7–6, 6-2. 
Andrei Pavel har spelat i det rumänska Davis Cup-laget 1991 och 1994-2008. Han har totalt spelat 62 matcher och vunnit 40 av dem (mars 2008). 

## Spelaren och personen
Andrei Pavel flyttade från Rumänien till Tyskland som 16-åring (1990). Trots flytten representerar han fortfarande sitt gamla hemland i Davis Cup-sammanhang. 
Som junior vann han singeltiteln i Franska öppna (1992) och nådde samma säsong juniorsemifinalen i Wimbledonmästerskapen. Som förebild bland tennisspelare har han landsmannen Ilie Nastase. 
Pavel är gift sedan 1994 med Simone. Paret har två barn.

## ATP-titlar
- Singel
  - 1998 - Tokyo
  - 2000 - St. Poelten
  - 2001 - Montréal/Toronto
- Dubbel
  - 1998 - Bukarest
  - 2005 - Kitzbuhel
  - 2006 - Gstaad, Auckland, München
  - 2007 - Barcelona

### Webbkällor
- ATP, spelarprofil